# Caminho de Ferro de Luanda
El Caminho de Ferro de Luanda (Ferrocarril de Luanda) és una línia de ferrocarril d'Angola amb 424 km de longitud i un ample d'1.067 mm que uneix Luanda, la capital de Angola, amb Malanje, capital de la província del mateix nom. Una ramal del ferrocarril surt a Zenza do Itombe cap a Dondo. la línia és operada per l'empresa estatal Caminho de Ferro de Luanda E.P. (CFL EP).
Va ser construïda per l'administració colonial portuguesa en aquesta regió densament poblada per al transport de passatgers i de mercaderia. Després que gran part de la seva extensió hagués estat destruïda durant la Guerra Civil angolesa, la línia va ser reconstruïda amb pressupostos d'empreses xineses i índies. L'estat d'Angola va comprar a l'Índia locomotores dièsel i vagons per dur a terme el servei ferroviari que va ser reprès al començament de 2011.

## Història
Des de la seva terminal al port atlàntic de Luanda, el ferrocarril comença a l'interior est d'Angola, però acaba en el centre del país a Malanje. Un ramal va partir el ferrocarril a Zenza do Itombe de Dondo.
El segment costaner de Luanda a Lucala va ser construït per una empresa portuguesa en 1889. A continuació, la línia va ser estesa pel govern portuguès a Malanje el 1909. Després de la independència de Portugal el 1975, va esclatar la Guerra Civil angolesa. La lluita es va perllongar fins a 2002 i va destruir la major part de la infraestructura ferroviària a Angola.
En 2005 va començar un projecte de rehabilitació de $355 milions per la China Railway 20 Bureau Group, amb fons de la China International Fund. Foren rehabilitats un total de 215 km de vies, i es van col·locar 264 km de noves vies. El projecte incloïa la construcció de 16 estacions, 16 ponts i 200 clavegueres.

## Represa dels serveis

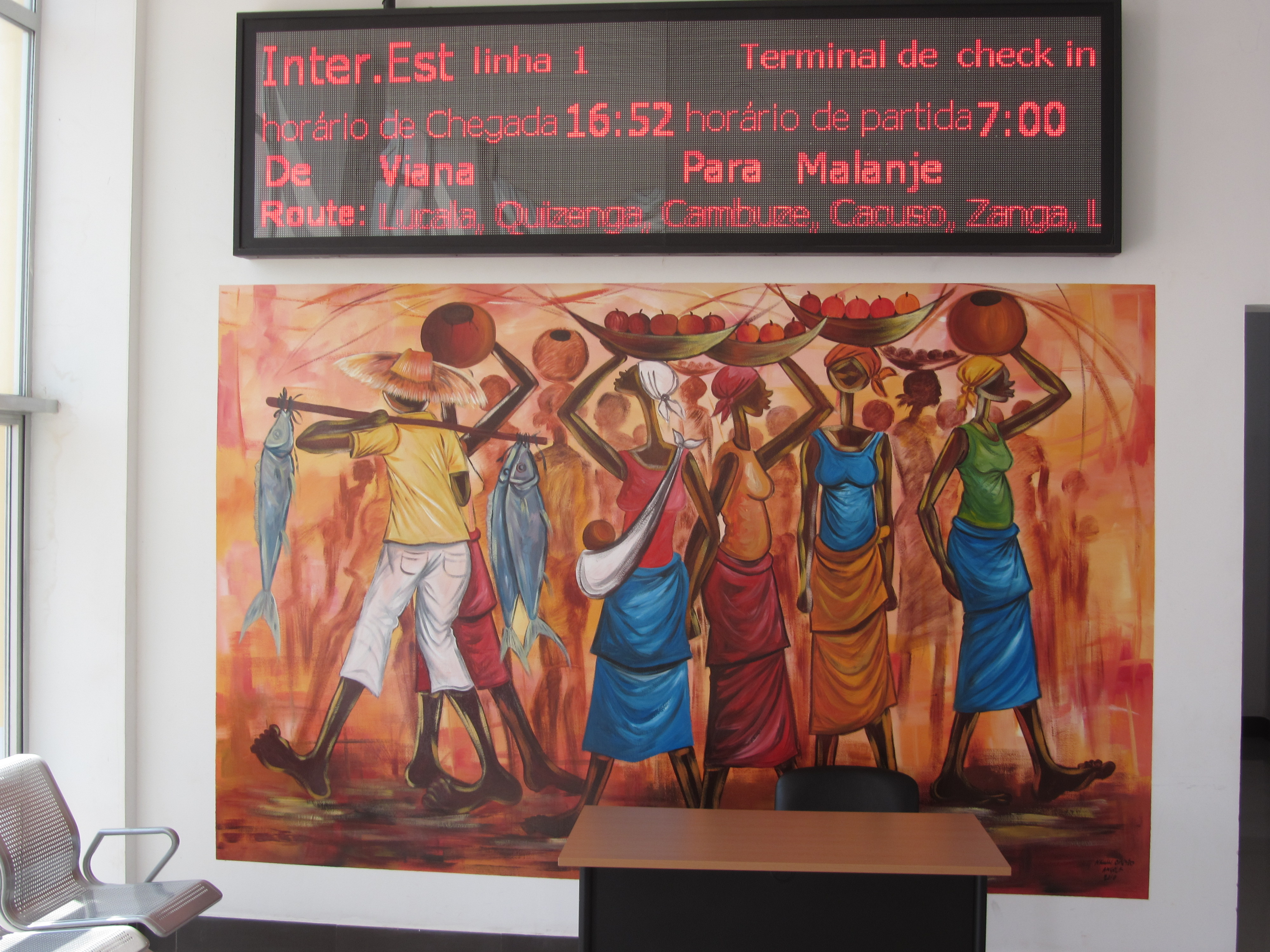
Arribades Malanje el dimecres, agost de 2011

El 2010 el servei de passatgers es va reprendre entre Luanda i Malanje; el viceministre de Transport d'Angola, José João Kuvingwa va suggerir que la línia completa podria reprendre's en 2011. Al juliol de 2010 va començar un servei de càrrega dues vegades per setmana entre Dondo i Luanda. Al novembre de 2010, va anunciar CFL trens per hora de passatgers entre Viana i Textang; en desembre de 2010 es van iniciar els serveis de contenidors, servint un port sec a prop Viana, i el gener de 2011 el primer tren va arribar a Malanje.
La gran majoria dels trens de rodalies funcionen el tram de Luanda a Viana i fins a Catete. Aquest servei està duent a prop de 15.000 passatgers per dia l'any 2015.
Els serveis regulars Luanda - Malanje va començar el gener de 2011. Recorre la línia un tren per dia, ja sigui cap amunt, és a dir, des de Luanda a Malanje, o cap avall en la direcció oposada. Els trens de llarga distància comencen i acaben a Viana.
A mitjans de juliol de 2011 el CFL va anunciar la introducció dels bitllets electrònics sobre una base experimental per viatges interprovincials, que començà el 18 de juliol.

## Accidents
El 2011, 34 persones van morir a causa d'un total de 70 accidents en el tram suburbà entre els municipis de Luanda, Viana i Ícolo e Bengo, la majoria d'ells en els casos on cotxes o persones van tractar de travessar la via per les cruïlles il·legals, va dir el director de marketing de CFL Francisco Henriques a ANGOP. Després de 18 anys d'interrupció del trànsit ferroviari hi ha tota una generació que no té cap experiència en diferenciar la circulació del ferrocarril i la circulació d'automòbils.
El 18 de febrer de 2012, la línia de ferrocarril va ser interrompuda durant almenys dos dies quan un camió va xocar amb el tren de passatgers en un pas a nivell a la localitat de Cabebeia, al municipi de Cambambe (província de Kwanza-Nord). La locomotora va descarrilar per complet, i també dos vagons van ser danyats.